# Hraničné Petrovice
Hraničné Petrovice (deutsch Petersdorf) ist eine Gemeinde in Tschechien. Sie liegt sieben Kilometer östlich von Šternberk und gehört zum Okres Olomouc.

## Geographie

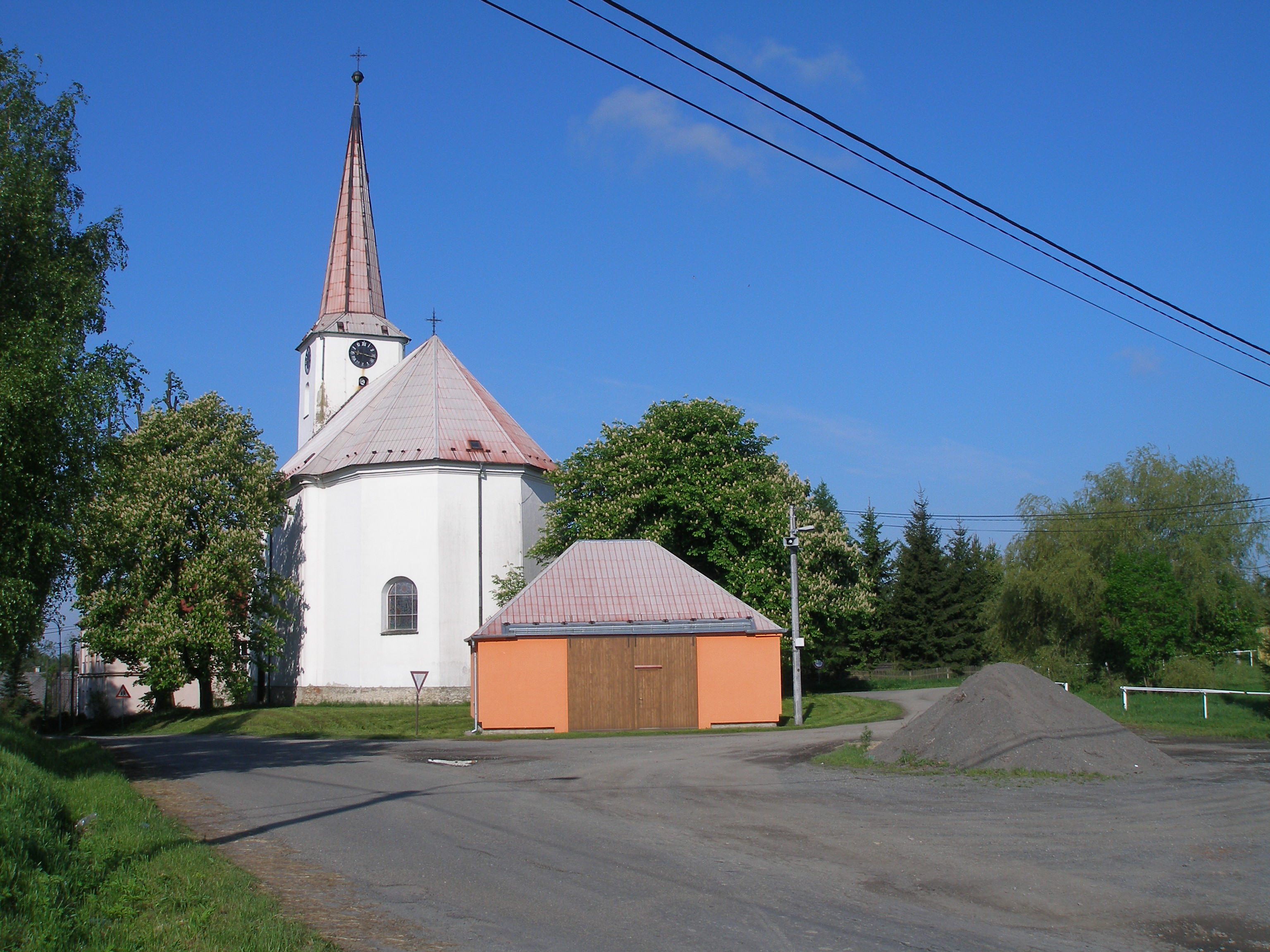
Ostansicht der Kirche St. Peter und Paul, im Vordergrund das Spritzenhaus

Hraničné Petrovice befindet sich in der zum Niederen Gesenke gehörenden Domašovská vrchovina (Domstadtler Bergland). Das Dorf erstreckt sich in der Quellmulde des Baches Hraničný potok an einem Pass im Hochland zwischen den Tälern des Trusovický potok und der Bystřice. Die Straße von Jívová nach Hraničné Petrovice ist mit 638 m.ü.m die höchstgelegene im Okres Oloumouc. Nördlich erheben sich die Vyhlídka (623 m) und Rýžoviště (603 m), im Südosten die Baba (639 m), südlich der Hraničný (636 m) und die Skalice (616 m) sowie im Westen die Slunečná (627 m). Gegen Nordwesten befindet sich ein Windpark.
Nachbarorte sind Horní Loděnice, Krahulčí und Ondrášov im Norden, Petrovický Mlýn, Sedm Dvorů und Nová Véska im Nordosten, Domašov nad Bystřicí im Osten, die Wüstung Bělá im Südosten, Jívová im Süden, Domašov u Šternberka und Těšíkovský Mlýn im Südwesten, Těšíkov und Lipina im Westen sowie Nové Dvorce im Nordwesten.

## Geschichte

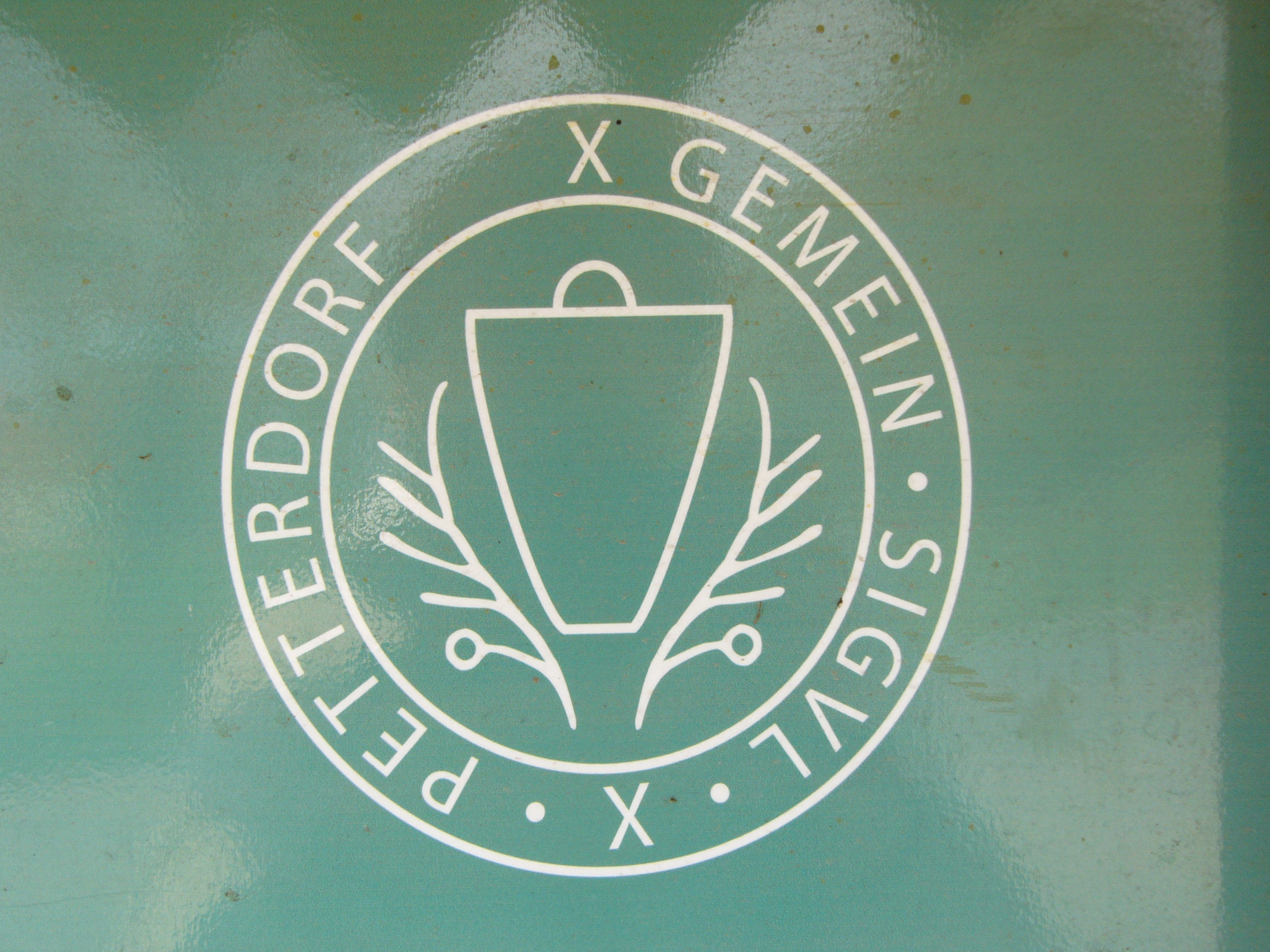
Ortssiegel

Die erste schriftliche Nachricht über den Bach Hranyczny erfolgte in einer auf den 9. September 1220 datierten Urkunde des Markgrafen Vladislav Heinrich, die sich als Fälschung aus der ersten Hälfte des 14. Jahrhunderts erwiesen hat. Darin entschied der Markgraf angeblich in einem Streit zwischen den Untertanen seiner Frau Hedwig in Lužice und dem Kloster Hradisko über den Wald zwischen Lašťany und dem Gebirge und legte dabei den Grenzverlauf von Stará Voda entlang des Baches Skřípov und der Bystřice bis zum Feld „Bychotino pole“, von dort entlang des Steiges zum Bach Hranyczny und an diesem bis zum Grenzbach Loděnice.
Der erste urkundliche Nachweis des links des Baches befindlichen Dorfes Hranyczne erfolgte 1353 als Besitz des Racek von Dolan. Zwei Jahre später gehörte Hranyczna Bolek von Huzová, der es seiner Frau als Morgengabe überschrieb. 1364 wurde das am gegenüberliegenden Bachufer gelegene Petersdirf als Teil des bischöflichen Lehngutes Domstadtl erstmals erwähnt. Peter von Sternberg schloss das Gut Domstadtl mit Petersdirf zum Ende des 14. Jahrhunderts an die Burg Medlice an. Nachfolgende Besitzer der Medlicer Güter wurden die Herren von Krawarn, die im Jahre 1403 auch das Dorf Hraničná erwarben und an Medlice anschlossen. Sie hielten das Lehn Medlice bis 1448. Zu Beginn des 16. Jahrhunderts gehörten beide Dörfer zur Herrschaft Sternberg. Weitere Namensformen waren zum einen Petrsdorf (1478), Petersdorf (ab 1558), Pettersdorf, Piettersdorf (1599) und Petrovice (ab 1720) sowie zum anderen Hraničný (ab 1603). Seit 1588 ist ein Erbgericht in Petersdorf nachweisbar. Die Grundbücher wurden 1642 angelegt. Die Führung der Matriken erfolgte ab 1634 in Jívová und ab 1662 in Domašov nad Bystřicí. Nach dem Bau der neuen Kirche wurde 1785 in Petersdorf eine Kuratie eingerichtet und eigene Matriken angelegt. Zum Ende des 18. Jahrhunderts waren beide Dörfer soweit verschmolzen, dass 1798 erstmals von einem Dorf Hranečné Petrovice gesprochen wurde. Später wurde der gesamte Ort meist als Petersdorf/Petrovice bezeichnet. Im Jahre 1834 bestand Petersdorf aus 62 Häusern, in denen 419 Personen lebten. Bis zur Mitte des 19. Jahrhunderts blieb der Ort immer nach Šternberk untertänig.
Nach der Aufhebung der Patrimonialherrschaften bildete Petersdorf/Petrovice t. Hranečná ab 1850 eine Gemeinde in der Bezirkshauptmannschaft Sternberg. Ab 1893 wurde Petrovice t. Hraničné und seit 1922 Hraničné Petrovice als tschechischer Ortsname verwendet. Im Jahre 1900 lebten in den 68 Häusern der Gemeinde Petersdorf mit den Einöden Petersdorfer Mühle und Lerchenfeld 462 größtenteils deutschsprachige Einwohner. Wegen der Höhenlage und des steinigen Bodens, auf dem nur Hafer gut gedieh, ernährte die Landwirtschaft die Bewohner kaum. In Petersdorf wurden deshalb Drehorgeln gefertigt, ein anderer Teil der Einwohner arbeitete in den beiden Steinbrüchen. Der Zeschdorfer Sauerbrunn wurde zu einem beliebten Ausflugsziel. Nach dem Ersten Weltkrieg und dem Zusammenbruch der k.u.k. Monarchie gehörte Petersdorf ab dem 29. Oktober 1918 zur Provinz Sudetenland und wurde 1919 der Tschechoslowakei zugesprochen. 1926 wurde bei Schachtarbeiten ein zweischneidiges Schwert von 80 cm Länge ausgegraben und 1934 dem Museum in Bärn übergeben. 1930 hatte das aus 81 Häusern bestehende Dorf 393 Einwohner, 1939 waren es 416.
Nach dem Münchner Abkommen wurde Petersdorf am 8. Oktober 1938 dem Deutschen Reich zugeschlagen und dem Landkreis Sternberg zugeordnet. Am 5. Mai 1945 nahm die Rote Armee den Ort ein. Nach dem Ende des Zweiten Weltkriegs kam die Gemeinde wieder zur Tschechoslowakei zurück und die deutschen Bewohner wurden 1946 vertrieben.
Im Jahre 1950 bestand das Dorf aus 79 Häusern und hatte 251 Einwohner. Im Zuge der Gebietsreform von 1960 wurde Hraničné Petrovice nach Domašov nad Bystřicí eingemeindet und zugleich mit der Aufhebung des Okres Šternberk dem Okres Olomouc zugeordnet. Im Jahr 1970 lebten in den 38 Häusern von Hraničné Petrovice 240 Menschen. Die ehemalige Dorfschule wurde zu einer Touristenherberge umgebaut.

## Gemeindegliederung
Für die Gemeinde Hraničné Petrovice sind keine Ortsteile ausgewiesen. Zu Hraničné Petrovice gehören die Ansiedlungen Petrovický Mlýn (Petersdorfer Mühle) und Těšíkovský Mlýn (Zeschdorfer Mühle).

## Sehenswürdigkeiten

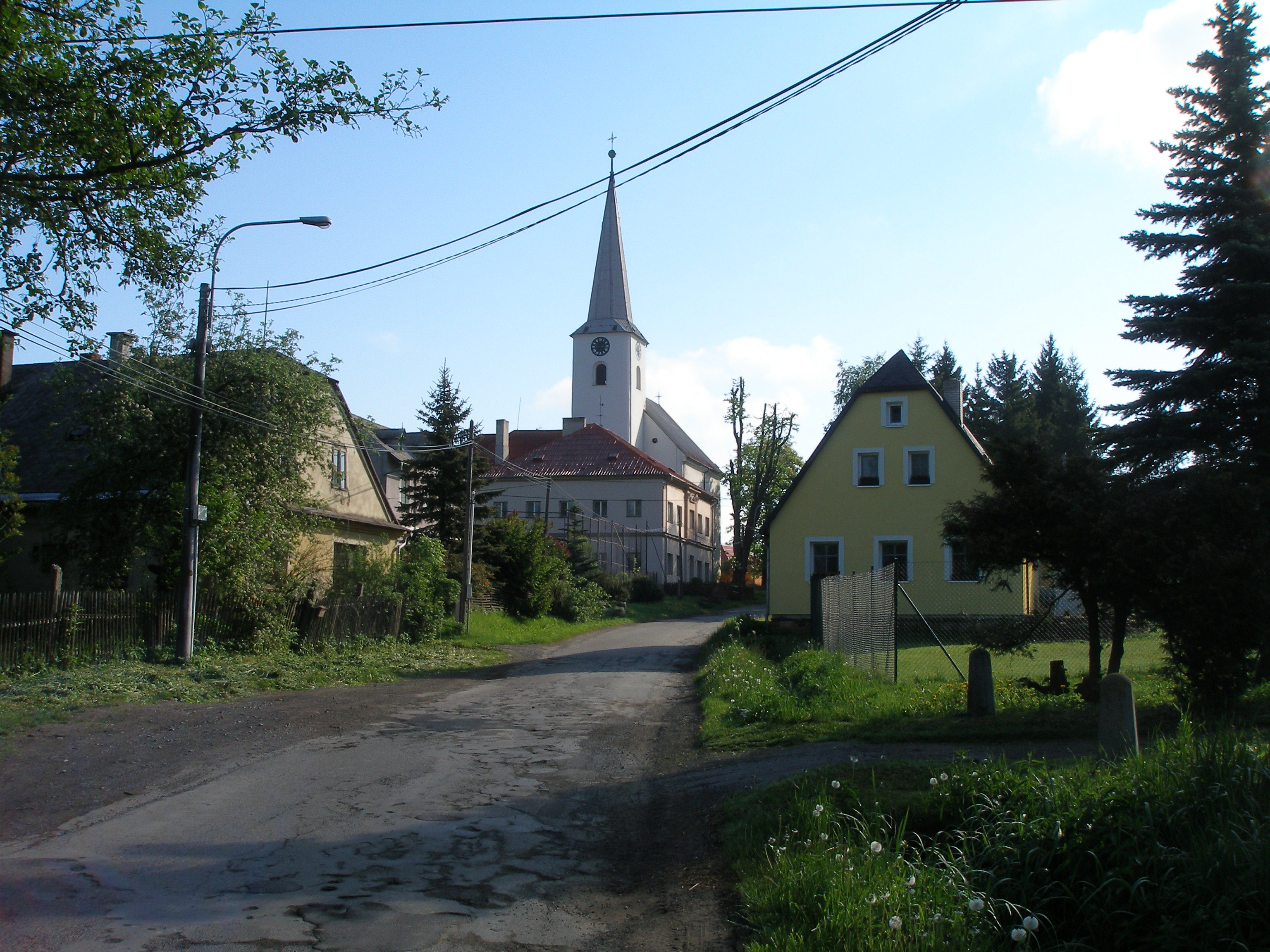
Blick von Westen auf den Kirchberg

- Kirche St. Peter und Paul, erbaut 1768 anstelle eines älteren Kirchleins. Über dem Eingang befindet sich ein Wappenstein mit dem Wappen der Fürsten von Liechtenstein
- Statuengruppe Pieta an der alten Heerstraße östlich des Dorfes, geschaffen 1870
- Marmorkreuz vor der Kirche, geschaffen 1901
- Kapelle
- Gedenkstein für den im Mai 1945 bei der Bombardierung des Pfarrhauses umgekommenen Pfarrer Gerhard Brix, auf dem Friedhof, enthüllt am 27. Juni 2010
- Zeschdorfer Sauerbrunn (Těšíkovská kyselka), eisenhaltige Mineralquelle westlich des Dorfes im Tal des Trusovický potok
- Naturpark Údolí Bystřice
- Von den Hügeln um Hraničné Petrovice besteht eine weite Fernsicht bis zum Altvater und über die Obermährische Senke (Hornomoravský úval) bis zum Drahaner Bergland und Hohenstädter Bergland mit den Burgen Bouzov und Mírov.